# Çamlıca, Keşan
Çamlıca là một thị trấn thuộc huyện Keşan, tỉnh Edirne, Thổ Nhĩ Kỳ. Dân số thời điểm năm 2011 là 1.026 người.